# Hyla avivoca
Hyla avivoca är en groddjursart som beskrevs av Paul Percy Viosca, Jr. 1928. Hyla avivoca ingår i släktet Hyla och familjen lövgrodor. IUCN kategoriserar arten globalt som livskraftig.

## Underarter
Arten delas in i följande underarter:
- H. a. avivoca
- H. a. ogechiensis